# Гендріка Йоганна ван Льовен
Гендріка Йоганна ван Льовен (нід. Hendrika Johanna van Leeuwen, 3 липня 1887 — 26 лютого 1974) — нідерландська вчена-фізик, відома своїм раннім внеском у теорію магнетизму. Навчалася в Лейденському університеті під керівництвом Гендріка Антона Лоренца, здобувши докторський ступінь 1919 року. У своїй дисертації «Проблеми електронної теорії магнетизму» (Vraagstukken uit de elektronentheorie van het magnetisme) Ван Льовен пояснила, чому магнетизм є, по суті, квантово-механічним ефектом. Це відкриття одержало назву теореми Бора — ван Льовен, оскільки Нільс Бор прийшов до такого ж висновку за кілька років до цього.

## Життєпис
Ван Льовен продовжувала досліджувати магнітні матеріали в Делфтському технологічному університеті, як асистентка з вересня 1920 до квітня 1947 року і, від 1947 до виходу на пенсію 1952 року, на посаді викладача теоретичної і прикладної фізики (lector in de theoretische en toegepaste natuurkunde). Ван Льовен проводила експерименти з вивчення магнетизму і, серед іншого, створила нову модель зменшення проникності феромагнітних металів, опублікувавши результати 1944 року в журналі Physica в роботі «Зниження проникності зі збільшенням частоти» (De vermindering der permeabiliteit bij toenemende frequentie).
1960 року Ван Льовен переїхала в Huyse van Sint Christoffel, будинок престарілих для жінок у центрі Делфта (нині житловий комплекс), де прожила до своєї смерті 1974 року.
Гендріка ван Льовен була невісткою Гуннара Нордстрема, відомого як "фінський Ейнштейн, який навчався в Лейдені у Пауля Еренфеста, наступника Гендріка Антона Лоренца. Її сестра Корнелія (Нел) також вступила до аспірантури університету в Лейдені, де вивчала фізику під керівництвом Віллема Кейсома. Вона не закінчила навчання, оскільки вийшла заміж за Нордстрема і переїхала з ним у Гельсінкі.
11 грудня 1925 року Ван Льовен була присутньою на святкуванні річниці отримання Лоренцом докторського ступеня, де відзначила його роль як науковця і вчителя.